# Скалишки езера
Скалишки езера (до 1 февруари 1989 г. Реджепски езера) се намират в Централна Рила. Разположени са в Скалишкия (Реджепски) циркус, на около 1 km южно от връх Скалец (Реджепица, 2678 m) и на около 4 km (по права линия) северозападно от курорта Семково и хижа Семково, на около 3,5 часа път от самата хижа.
Горното езеро е малко с почти кръгла форма, с площ около 2 дка и през лятото ежегодно пресъхва.
Долното езеро е голямо с продълговата форма с размери 270 х 170 m и площ от 36,3 дка. Намира се на 42°04′47″ с. ш. 23°30′07″ и. д. / 42.079722° с. ш. 23.501944° и. д. и на 2335,4 m н.в. От южния му ъгъл изтича река Реджепица (десен приток на Белишка река (десен приток на Места).